# Wiesław Sułkowski
Wiesław Józef Sułkowski (ur. 3 lutego 1934 w Łodzi, zm. 21 sierpnia 2021) – polski ortolaryngolog, prof. dr hab.

## Życiorys
W 1957 ukończył studia na Wydziale Lekarskim Akademii Medycznej w Łodzi. W latach 1957–1962 pracował w Klinice Laryngologii Wojskowej Akademii Medycznej w Łodzi, w latach 1963-1964 był ordynatorem Szpitala Wojskowego w Żorach. Od 1965 pracował w Instytucie Medycyny Pracy w Przemyśle Włókienniczym i Chemicznym (późniejszym Instytucie Medycyny Pracy im. prof. dr. med. Jerzego Nofera. W 1968 obronił na AM w Łodzi pracę doktorską, w 1981 uzyskał na tej uczelni stopień doktora habilitowanego. 14 stycznia 1992 nadano mu tytuł profesora w zakresie nauk medycznych.
W 2004 został odznaczony Krzyżem Kawalerskim Orderu Odrodzenia Polski.